# Parto

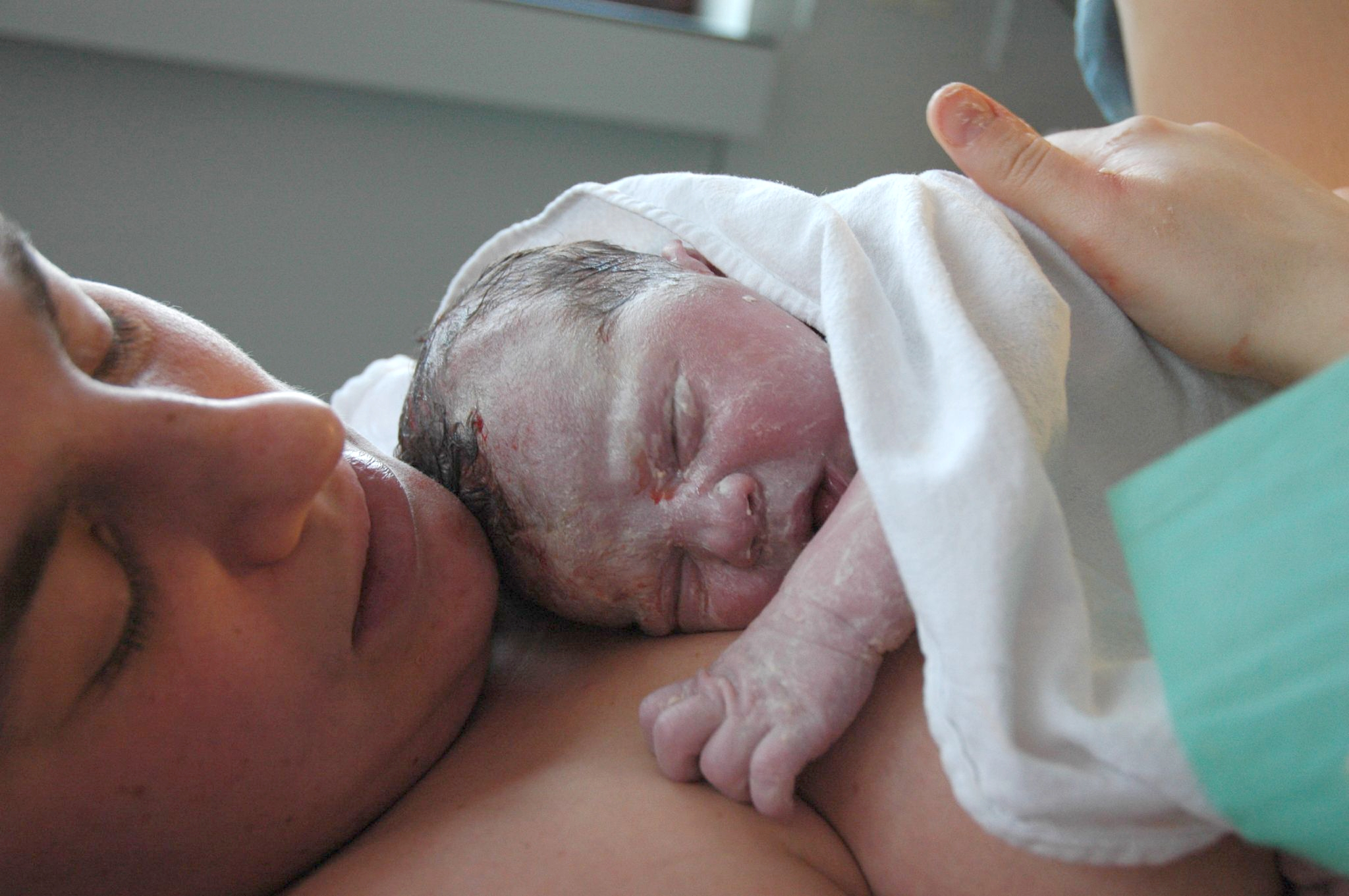
Recém-nascido e mãe após o parto. O contacto entre a pele da mãe e do bebé nas duas horas a seguir ao parto diminui o choro, melhora a interação mãe-filho e ajuda a mãe a conseguir amamentar.

Parto ou nascimento é o termo de uma gravidez, em que um ou mais bebês deixam o útero da mulher. Em 2015 ocorreram em todo o mundo 135 milhões de nascimentos. Cerca de 15 milhões nasceram antes das 37 semanas de gestação, enquanto entre 3 e 12% nasceram depois das 42 semanas de gestação. Nos países desenvolvidos a maior parte dos partos tem lugar em hospitais, enquanto nos países em desenvolvimento a maior parte dos nascimentos ocorre em casa com o apoio de uma parteira.
O método de parto mais comum é o parto vaginal. O trabalho de parto divide-se em três períodos: a diminuição da espessura e dilatação do colo do útero; a descida e expulsão do bebé; e, por último a expulsão da placenta. A primeira fase tem geralmente a duração de 12 a 19 horas, a segunda fase de vinte minutos a duas horas e a terceira fase de cinco a trinta minutos. A primeira fase tem início com dores abdominais ou nas costas com a duração de meio minuto e com intervalo entre elas de 10 a 30 minutos. À medida que o tempo passa, as dores tornam-se mais intensas e ocorrem a intervalos cada vez menores. Durante a segunda fase ocorrem as contrações que expulsam o bebé. Na terceira fase é expulsa a placenta e cortado o cordão umbilical, estando recomendado que o corte seja realizado após o primeiro minuto. Existem vários métodos para aliviar a dor, tais como técnicas de relaxamento, opiáceos e anestesia espinhal.
Na maior parte dos nascimentos é a cabeça a primeira parte do corpo a passar pelo canal de parto. No entanto, em cerca de 4% verifica-se apresentação pélvica, em que o bebé apresenta os pés ou as nádegas virados para o canal de parto. Durante a maior parte do trabalho de parto a mulher geralmente pode comer e caminhar à vontade. Não é recomendado fazer força durante a primeira fase ou durante a passagem da cabeça, nem a utilização de enemas. Embora seja comum a realização de uma pequena incisão na abertura da vagina, denominada episiotomia, geralmente não é necessária. Em 2012, foram realizados cerca de 23 milhões de nascimentos através de um procedimento cirúrgico denominado cesariana. As cesarianas são recomendadas no caso de gémeos, sofrimento fetal para o bebê ou no caso de apresentação pélvica. Este procedimento pode levar mais tempo a cicatrizar.
Em cada ano, as complicações da gravidez e do parto são a causa de 500 000 mortes maternas, de sete milhões de problemas a longo prazo e de 50 milhões de prognósticos desfavoráveis no seguimento do parto. A maior parte destes problemas ocorre nos países em desenvolvimento. Entre as complicações comuns para a mãe estão a distócia, hemorragia pós-parto, eclampsia e infeções pós-parto. Entre as complicações comuns para o bebé está a asfixia perinatal.

## Aspectos médicos

Os passos (em inglês) do nascimento de uma criança.

### Introdução
A ciência do nascimento é a obstetrícia e o médico especializado no atendimento ao parto é o obstetra. A especialidade médica que abrange essa subespecialidade é a "Ginecologia e Obstetrícia". Também existem outros profissionais habilitados na assistência ao parto normal: a obstetriz e a/o enfermeira(o) obstetra.

### Primeiro período do parto: período de dilatação
Um parto humano típico começa com o início da primeira fase do parto: contrações do útero, inicialmente com frequência de 2 a 3 em cada 10 minutos e com duração aproximada de 40 segundos. Ocasionalmente, o parto é precedido da ruptura do saco amniótico, também chamado de "ruptura das águas". As contrações aceleram até que ocorram com frequência de 5 a cada 10 minutos e duração clínica de 70 segundos, quando se aproxima a expulsão do feto. Na expulsão, somam-se as contrações uterinas aos esforços expulsivos voluntários da mãe.
O trabalho de parto pode se iniciar com o colo uterino fechado, abrindo com a força das contrações, ou com dilatação de 2 a 3 centímetros nas primíparas (mulheres no primeiro parto), e de 3 a 4 centímetros nas multíparas (mulheres do segundo parto em diante). Cada contração dilata o colo uterino até que ele atinja 10 centímetros de diâmetro.
A duração do trabalho de parto varia imensamente, mas, em média, dura cerca de 12 horas para mulheres parindo pela primeira vez (primíparas), ou em torno de 8 horas em mulheres que já pariram anteriormente (multíparas).

### Segunda fase do parto: período expulsivo
A segunda fase do parto inicia com o cérvix completamente dilatado (10 centímetros) e termina com a expulsão fetal. Uma nova força começa a atuar: a contração da musculatura do diafragma e da parede abdominal, que, associados às contrações, comprimem o útero de cima para baixo e da frente para trás e, assim, o bebê é expelido.
O bebé usualmente nasce de cabeça, na chamada "apresentação cefálica". Em alguns casos, ocorre a apresentação dos pés ou nádegas primeiro (apresentação pélvica). Com pessoal devidamente treinado, mesmo bebés nessa apresentação ("breech") podem nascer através da vagina.
- 95% nascem com apresentação cefálica
- 4% nascem com apresentação pélvica
- 1% nascem com apresentação transversa

Existem vários tipos de posições invertidas de nascimento, sendo a mais comum aquela em que as nádegas do bebê saem primeiro, e as pernas estão dobradas sobre o corpo do bebê com os joelhos curvados e pés perto das nádegas. Outras disposições consistem quando o bebê tem suas pernas estendidas e direção das orelhas, ou mais incomum quando uma ou as duas pernas estão estendidas, sendo o pé(s) primeiros apresentados ao nascer. Uma outra disposição, rara, é quando o bebê encontra-se numa posição transversal, isto é, disposto de lado no útero, e sendo a mão ou o cotovelo o primeiro a entrar no canal de parto. Neste caso, o nascimento "natural" (vaginal) não deve ser empreendido, a menos em raríssimos casos em que se pode empurrar o braço do bebê de volta, e fazê-lo voltar à posição apropriada.
Imediatamente após o parto, a criança passa por extensas modificações fisiológicas à medida que se habitua à sua respiração independente. Várias estruturas cardíacas começam a regredir imediatamente após o parto, como o ductus arteriosus e o foramen ovale.
O estado médico da criança é avaliado através da escala de Apgar, baseada em cinco parâmetros. Quanto maior o valor, melhor está a criança.

### Terceira fase: terceiro período, secundamento ou dequitadura
A terceira fase do parto compreende ao desprendimento, descida e expulsão da placenta e membranas. Ocorre entre 5 a 30 minutos após o término do período expulsivo. Ocorre pelas contrações uterinas que diminuem o volume do útero e, consequentemente, aumentam a espessura da parede muscular: com esta redução, a placenta se descola, pois não possui elasticidade. Assim, ocorre a infiltração de sangue entre a placenta e a decídua basal remanescente, originando hematoma retroplacentário.
As membranas fetais permanecem no local até que a placenta se desprenda por completo, quando se dirige à vagina e é expulsa através de contrações ou por meio de esforços manuais, ou da mãe, se não estiver sob efeito anestésico, ou do ou da assistente do parto.
A dequitação efetua-se através de dois mecanismos:
- Central ou Baudelocque-Schultze: 75% dos casos: placenta se torna invertida sobre si e a superfície fetal brilhante aparece primeiro na saída vaginal com sangramento somente após a expulsão.
- Marginal ou de Ducan: 25% dos casos: placenta desce lateralmente e se apresenta na saída vaginal com a superfície materna encrespada, acompanhada de discreto mas contínuo sangramento.

### Quarta fase: período de Greenberg
O período de Greenberg de imediato corresponde à primeira hora depois da saída da placenta. É de fundamental importância nos processos hemostáticos (impedir o sangramento excessivo). Durante esse período, há a possibilidade maior de ocorrerem grandes hemorragias. Os mecanismos que coíbem a hemorragia pós-parto são:
- Miotamponamento: inicia-se imediatamente depois da saída da placenta e consiste na contração potente da musculatura uterina, tamponando a saída dos vasos sanguíneos que irrigavam a placenta. Se este mecanismo não ocorrer de forma adequada, há a chamada "hipotonia uterina", que pode resultar em sangramentos excessivos e colocar a vida da mulher em risco.
- Trombotamponamento: depende da formação de pequenos coágulos (trombos) que obliteram vasos uteroplacentários.

Após a primeira hora, o útero apresenta-se em condições normais, firmemente contraído, completando, assim, o mecanismo de hemostase.

### Vantagens do parto normal
- A recuperação é rápida;
- Não há dor pós-parto;
- A rápida recuperação deixa a mãe mais tranquila, o que favorece a lactação;
- A alta é mais rápida, o que possibilita à mãe retomar seus afazeres prontamente;
- A cada parto normal, o trabalho de parto é mais fácil do que no anterior;
- Se a mulher vir a sofrer de mioma (patologia comum do útero), na eventual necessidade de uma operação, esta será mais fácil;
- O relaxamento da musculatura pélvica não altera em nada o desempenho sexual;
- A mulher participa ativamente do nascimento do filho;
- E é menor a chance de dor pévica crônica.

### Desvantagens do parto normal
- Possíveis danos ao períneo, uretra e ânus;
- Incontinência urinária e fecal;
- Dor no períneo, em casos de episiotomia e laceração.

A maior parte dos danos ocorridos durante o parto normal é causado pela má condução do mesmo, especialmente quando são utilizadas manobras e intervenções desnecessárias, muitas das quais condenadas pela Organização Mundial de Saúde — como episiotomia ("corte"), manobra de Kristeller (quando o médico ou enfermeiro pressiona a barriga para forçar a expulsão do bebê) e uso corriqueiro de ocitocina (hormônio que acelera as contrações). Um parto natural, realizado sem intervenções e preferencialmente em posição que ajude a saída do bebê, dificilmente causará qualquer tipo de consequência negativa.[carece de fontes?]

### Indicações
Três fatores devem ser levados em consideração para determinar a possibilidade ou não do parto normal:
- a bacia (quadril), também chamada "trajeto do parto";
- Força das contrações uterinas e o próprio feto;
- Nenhuma intercorrência na gestação, pré-parto e trabalho de parto.

Se estes fatores forem bem proporcionados, a probabilidade de parto normal é grande.

### Riscos do parto normal
- Risco de ruptura do útero durante o trabalho de parto caso este tenha sido submetido a uma cirurgia anteriormente — como cesariana ou miomectomia (cerca de 0,5% de risco);
- Mortalidade materna (menor do que na cesariana);
- Mortalidade neonatal (menor do que na cesariana);
- Prolapso anal;
- Topoalgia perineal.

### Vantagens da cirurgia cesárea
- O nascimento é menos demorado;
- A mãe pode decidir quando será o nascimento;
- É realizada no mesmo dia da internação;
- A mulher não sente dores durante o processo devido à anestesia;
- Ter a disponibilidade do médico que a acompanhou durante o pré-natal.

### Desvantagens da cirurgia cesárea
- Recuperação mais lenta do que no parto normal;
- Os pontos internos são absorvidos, entretanto os externos precisam ser retirados, demanda um retorno ao serviço de saúde;
- Na recuperação a mulher sente dores, ao rir, chorar, ficar de pé, espirrar, tossindo, amamentar, ao se movimentar, também há o receio de evacuar e os pontos se abrirem;
- A mãe não participa ativamente do nascimento;
- Atraso na lactação;
- Risco de morte da mãe é 16 vezes maior do que no parto normal;
- Dobro na permanência hospitalar;
- As dores após a cirurgia são do corte na barriga e da manipulação da cavidade abdominal pelo médico;
- Risco de infecção, inflamação, perda do útero e hemorragia;
- Aumenta as chances de sofrer novas cesáreas nos nascimentos seguintes;
- O útero fica com uma cicatriz em seu músculo que é sempre um ponto mais frágil; na região, pode haver perda da sensibilidade, dor, queloides e aderências;
- A ruptura uterina acontece em 0,2 a 1,3% das mulheres que tiveram uma a três cesáreas e pode representar risco de morte para mãe e bebê;
- O pulmão do bebê não é comprimido durante a cesárea e ele tem maior risco de ter desconforto para respirar após ser extraído. Pode acontecer uma síndrome que leva a criança à unidade de terapia intensiva neonatal (pulmões úmidos e pneumonia, especialmente nas cesarianas marcadas antes do sinal de maturidade pulmonar);
- A criança que nasce de cesárea passa por mais intervenções como aspiração nasogástrica, reanimação, entubação e respiração artificial;
- A mulher deve ficar sem pegar peso e fazer esforço físico nem ginástica por pelo menos 2 meses após a cirurgia;
- Cirurgias pélvicas como de miomas se complicam devido às aderências e às cirurgias anteriores;
- Qualquer operação cirúrgica pode trazer complicações à saúde, o que pode prejudicar a disposição sexual;
- Interfere com o estabelecimento do vínculo com a criança e atrasa a primeira amamentação;
- Há chances maiores de o bebê não chorar quando nasce.

### Riscos
- A probabilidade de haver uma hemorragia é 10 vezes maior do que em um parto normal;
- O risco de morte da mãe chega a ser 16 vezes maior do que no parto normal;
- A possibilidade de depressão pós-parto da mulher é 30 a 40 vezes maior do que no parto normal;
- Problemas com a incisão cirúrgica e anemia;
- Aumenta a probabilidade de outra cesárea;
- Riscos da anestesia (por exemplo, choque anafilático);
- Morbidade materna (sete a vinte vezes maior do que no parto normal);
- Riscos maiores de doenças respiratórias no recém-nascido;
- Aumento da mortalidade neonatal;
- Risco de ruptura uterina em gestação/ parto subsequentes;
- Risco de desencadeamento de trombose em membros inferiores;
- Riscos de paralisação dos intestinos.

### Após o nascimento
Normalmente, logo após o nascimento, os pais dão um nome à criança. Podem escolher de dois conjuntos de nomes; um se for um menino, e outro se for uma menina.
É costume as pessoas visitarem e trazerem uma prenda para a criança.
Muitas culturas preveem ritos de iniciação para os recém-nascidos, tais como circuncisão ou batismo, entre outros.

### Variações
Quando o saco amniótico não rompeu durante o trabalho de parto ou fase expulsiva, a criança pode nascer com as membranas intactas. Esta membrana pode ser facilmente removida por quem estiver a auxiliar o parto. Na era medieval, esta membrana era considerada sinal de boa sorte, e em algumas culturas como sinal de proteção contra afogamento. Em alguns países, era impressa em papel e deixada como recordação para a criança. Com o advento das modernas técnicas obstétricas interventivas, a ruptura artificial das membranas durante o período de dilatação do parto tornou-se comum e é hoje raro (no Ocidente) ocorrerem nascimentos com as membranas intactas. No entanto, a Organização Mundial de Saúde (OMS) aconselha não se romper artificialmente as membranas durante o parto. Aguarda-se a ruptura espontânea. Se não ocorrer até a expulsão do feto, estará indicada a sua ruptura artificial.

### Controle da dor
Devido ao tamanho relativamente grande do crânio humano e à forma da pélvis humana, o parto é mais difícil e doloroso do que no caso dos outros mamíferos. Existem vários métodos para aliviar as dores do parto, entre os quais se incluem a preparação psicológica, apoio emocional, analgesia epidural, protóxido de azoto, opioides, e métodos de estímulo ao parto natural tais como o método de Lamaze. Cada método tem vantagens e desvantagens.

## Complicações
Ocasionalmente, surgem complicações durante o trabalho de parto que requerem manejo por parte do médico obstetra.
A não progressão do trabalho de parto (longo tempo de contrações na fase ativa do trabalho de parto sem dilatação satisfatória do colo uterino), geralmente, é tratada com correção de dinâmica via gel de prostaglandina ou preparação intravenosade ocitocina sintética. Estando mãe e bebê em boas condições, pode-se aguardar, porém, em situações adversas (quando as intervenções não funcionam), uma cesariana pode ser necessária.
O sofrimento fetal é definido por um padrão não tranquilizador da frequência cardíaca fetal intraparto. A bradicardia — como é chamada —, isoladamente, não constitui sofrimento fetal: outros fatores como a acidez sanguínea podem ser avaliados antes de se optar por uma intervenção.
A não progressão da expulsão (a cabeça, ou parte que se apresente primeiro, não é expulsa apesar das contrações) pode determinar intervenções como mudança de posição materna, manobras, versões internas, extração a vácuo, extração a fórceps e, em último caso, cesariana.
No passado e hoje, as causas de morbidade e mortalidade materna são basicamente as mesmas: hemorragia, hipertensão e infecção, e não estão relacionadas à via de parto e sim à sua condução.
A hemorragia durante ou após o nascimento é potencialmente fatal em lugares sem acesso a um alto nível de cuidado de emergência. Severas perdas de sangue podem causar choque hipovolêmico, isto é, perfusão insuficiente dos órgãos vitais, podendo levar à morte se não for imediatamente tratada por estancamento da hemorragia e transfusão sanguínea. Ao hipopituitarismo depois de um choque hipovolémico, denomina-se síndrome de Sheehan.
No parto normal, não necessariamente a episiotomia é necessária. Estima-se que, se a mulher estiver em posição favorável e a saída do polo cefálico (a cabeça) se der de maneira suave, o períneo mantenha-se íntegro — sem lacerações — em aproximadamente 50% dos nascimentos. Lacerações de 1º grau são mais comuns e não requerem sutura. As lacerações de 2º e 3º graus são raras e requerem sutura e maiores cuidados.
A episiotomia rotineira tem sido estudada e abolida; por se tratar de uma laceração de segundo grau (compromete músculo e mucosa), tem vindo a ser considerada perigosa, e seu uso não está associado a proteção da bexiga e assoalho pélvico.

## Mecanismo do parto

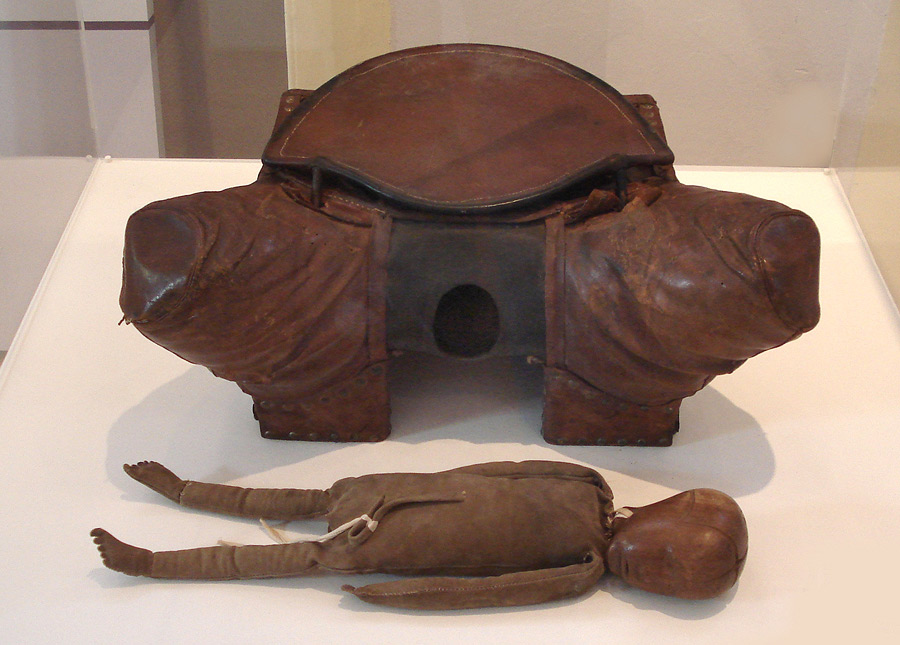
Modelo de pélvis usada no início do século XX para ensino dos procedimentos necessários na hora do parto. Museu de História da Medicina do Rio Grande do Sul

Sob o ponto de vista mecânico, são quatro os elementos básicos para o estudo do parto:
- trajeto: a bacia
- objeto: o feto
- motor: as contrações uterinas e a prensa abdominal
- mecanismo: o conjunto de movimentos passivos desempenhado pelo feto para que possa nascer

Os movimentos próprios do mecanismo de parto concorrem para que haja adaptação aos pontos mais estreitos do canal do parto e às diferenças de forma do canal, mediante redução e acomodação dos diâmetros fetais aos pélvicos. A finalidade primordial é colocar os menores diâmetros do feto em concordância com os menores diâmetros da pelve.

### Principais tempos do mecanismo de parto na apresentação cefálica fletida
Tempo principal (tempo acessório)
- Insinuação ou encaixe (flexão)
- Descida ou progressão (rotação interna)
- Desprendimento (deflexão)
- Restituição ou rotação externa	(desprendimento dos ombros)

A insinuação é a passagem da maior circunferência da apresentação pelos limites do estreito superior da bacia. O movimento complementar ou acessório, que permite a redução dos diâmetros da apresentação, é a flexão (na apresentação cefálica fletida) ou a deflexão (na apresentação cefálica defletida de face). Diz-se que a apresentação cefálica fletida está insinuada quando o ponto de maior declive da apresentação (o vértex) atinge o nível das espinhas ciáticas. O feto está, portanto, no plano 0 de DeLee. Na apresentação cefálica fletida, a insinuação ocorre geralmente na variedade de posição occípito-ilíaca-esquerda-anterior (para alguns, em occípito-ilíaca-esquerda-transversa).
Ocorrem também movimentos de inclinação lateral da apresentação, que se denominam assinclitismo. É anterior, quando a sutura sagital está mais próxima do sacro que do pube, sendo que o parietal anterior entrou primeiro no canal do parto (obliqüidade de Nägele). O assinclitismo é posterior quando a sutura sagital está mais próxima do pube que do sacro (obliqüidade de Litzman). Se for transitório, o assinclitismo é considerado como acomodação da apresentação. Se for definitivo, demonstra distocia. A ausência de flexão lateral, mantendo-se a sutura sagital equidistante do sacro e do pube, condiciona o sinclitismo.
A descida é continuação da insinuação, é a “insinuação mais profunda”, em virtude da qual a cabeça penetra e enche a escavação. Seu movimento acessório é a rotação interna, quando na maior parte das vezes o feto roda para colocar o occipital sob a sínfise púbica, mesmo quando tenha se insinuado em variedades de posição posteriores. Assim sendo, por exemplo, se houver insinuação na variedade de posição occípito-ilíaca esquerda anterior, a cabeça sofrerá rotação de 45 graus desprendendo-se em occípito-púbica. Se a insinuação se der na variedade de posição occípito-ilíaca direita posterior, a cabeça sofrerá rotação de 135 graus desprendendo-se em occípito-púbica. É assim com cada variedade de posição em que se insinuar: o desprendimento se dará preferencialmente na variedade de posição occípito-púbica. Simultaneamente com a rotação interna da cabeça e sua progressão no canal do parto, ocorre a penetração das espáduas através do estreito superior da bacia.
A descida e o desprendimento dependem de 4 forças:
- Pressão pelo líquido amniótico;
- Pressão exercida pela contração útero sobre o feto;
- Força de contração do diafragma materno e dos músculos abdominais (importante na expulsão);
- Extensão e alinhamento do corpo do feto;

O terceiro tempo é o desprendimento cefálico, cujo movimento acessório é a deflexão na apresentação cefálica fletida. São movimentos inversos aos da insinuação.
Uma vez exteriorizada, a cabeça realiza um movimento voltando o occipital para o lado onde se encontrava na insinuação. Este movimento é simultâneo com a rotação interna das espáduas. É denominado de restituição ou rotação externa. Pode ocorrer também a continuação do movimento turbinal até o completo desprendimento do corpo, com rotação externa da cabeça para o lado oposto em que se encontrava quando da insinuação. Esse movimento posiciona os ombros alinhados com o diâmetro ântero-posterior da pelve materna.
O desprendimento das espáduas ocorre com a anterior saindo em primeiro lugar. Para o desprendimento da posterior, o tronco sofre movimento de flexão lateral. O resto do corpo do feto geralmente não oferece dificuldades para se liberar.
Em 96% dos casos aproximadamente o parto ocorre em apresentação cefálica fletida (de vértice ou de occiput), que é a menos sujeita a perturbações do mecanismo, sendo considerada a mais favorável.

## Aspectos sociais
Nos tempos modernos, a participação do pai durante o trabalho de parto é a norma nos países ocidentais. Contudo, antes da década de 1960, na maioria das culturas o pai estava proibido de entrar na área reservada ao parto, bem como outros homens com a exceção do médico.
A exceção a esta regra eram os Polésios, um povo do Leste Europeu. Nesta cultura, a esposa paria sentada sobre os joelhos do marido.
Muitas vezes, as famílias veem a placenta como uma parte especial do parto, já que foi o suporte vital da criança durante muitos meses. Muitos pais gostam de ver e tocar este misterioso (para eles) órgão. Em algumas culturas, existe o costume de se fazer um buraco e plantar, nele, uma árvore bem como a placenta no primeiro aniversário da criança. Em algumas populações, a placenta é ingerida cerimonialmente pela família do recém-nascido.

## Parto na água
No Brasil, este tipo de parto ganhou repercussão nos anos 1970 através do programa   Fantástico, da Rede Globo, no qual a doutora Maria Celia del Valle mostrava os procedimentos de tal modalidade. O parto na água caracteriza-se pelo nascimento da criança dentro da água. Mantém-se a temperatura desta em torno de 37 graus Celsius. Este tipo de parto pode ser acompanhado pelo pai e faz com que a criança e mãe fiquem mais tranquilas, fazendo o parto fluir com maior facilidade. Os nascimentos na água não são mais arriscados do que os nascidos fora e as mulheres sofrem menos lacerações de primeiro e segundo graus.
O parto na água pode acontecer em uma banheira de hidromassagem ou mesmo em uma banheira inflável, em ambiente hospitalar ou em domicílio.
O parto na água pode ocorrer pelo Sistema Único de Saúde em locais como o Centro de Parto Normal David Capistrano, em Belo Horizonte, que funciona anexo ao hospital Sofia Feldman; a casa de parto de Realengo, no Rio de Janeiro; a Casa de Parto de Sapopemba, em São Paulo; e a Maternidade Municipal Leila Diniz, na Barra da Tijuca, no Rio de Janeiro.

## Aspectos legais
Em algumas jurisdições, o local do nascimento determina a nacionalidade da criança (dentro da conceito de jus soli).